# Instituto de Ciencias Biológicas (Escuela Politécnica Nacional)
El Instituto de Ciencias Biológicas de la Escuela Politécnica Nacional es una unidad académica de dicha universidad, dedicada al estudio e investigación de la biodiversidad de la fauna ecuatoriana. Comprende dos secciones: el Centro de Información y de Investigación de Zoología de Vertebrados y el Museo de Historia Natural Gustavo Orcés V.
Su objetivo es constituirse en un Instituto de calidad en investigaciones de la diversidad biológica del Ecuador y el pionero en Educación Ambiental.

## Historia
Este departamento, por más de medio siglo se ha dedicado al estudio de la fauna ecuatoriana; sus inicios se remontan a 1946, con la llegada de la Misión Universitaria Francesa. Uno de sus miembros, el profesor Robert Hoffstetter se encargó de los estudios zoológicos y paleontológicos.
En ese tiempo, el Instituto realizó investigaciones principalmente paleontológicas. Se empezó el estudio del material de fósiles y vertebrados actuales colectados por el profesor austriaco Franz Spillmann.
El primer director fue R. Hoffstetter, quien estuvo al frente del Departamento desde 1946 hasta 1952, período en el cual incrementó la colección paleontológica y realizó numerosas investigaciones, cuyos resultados dio a conocer en sus publicaciones relacionadas con los mamíferos del Pleistoceno del Ecuador.
El Profesor Gustavo Orcés (1911-1999), asume la dirección en 1952 hasta 1990. Efectuó valiosas contribuciones a los diferentes grupos de vertebrados del Ecuador, mediante artículos científicos publicados en revistas extranjeras y en la Revista Politécnica. El Profesor Orcés fue el pionero de las investigaciones de la fauna del Ecuador.
A partir de la década de los 90 se han intensificado los estudios de campo, las publicaciones y los proyectos de investigación de los diferentes grupos de vertebrados. Se ha suscrito convenios con el Instituto Smithsoniano, con las fundaciones Conservation Internacional, Jatunsacha y World Wildlife Society.
En las dos últimas décadas, el Instituto, ha efectuado una gran cantidad de proyectos de investigación relativos a la biodiversidad de los diferentes grupos de la fauna ecuatoriana. Se han creado nuevas plazas de trabajo para investigadores en las áreas de la ornitología, entomología, y paleontología. Se ha incrementado notablemente la producción científica y se mantiene la publicación de la Revista Politécnica Serie Biología. En lo que ata ñe al Museo de Historia Natural “Gustavo Orces V.”, actualmente se halla en la fase final de construcción, en pocos meses más se contará con un centro de Educación Ambiental en donde se podrá observar muestras de la naturaleza ecuatoriana y la historia de la vida en la Tierra.

## Áreas
El instituto se divide en dos áreas: el Centro de Zoología de Vertebrados y el Museo de Historia Natural “Gustavo Orcés V.”

### Centro de Zoología de Vertebrados
Con estudios y publicaciones sobre:
- Entomología
- Herpetología
- Ictiología y Linmología
- Mamíferos
- Ornitología
- Paleontología

### Museo de Historia Natural "Gustavo Orcés V."
Como una importante iniciativa, los investigadores y miembros del Instituto de Ciencias Biológicas, mantienen al Museo de Historia Natural, el mismo que contiene representaciones museológicas y colecciones de importancia para promover el interés y preocupación por el cuidado del ambiente y de los ecosistemas.
La Escuela Politécnica Nacional, a través del Museo se encuentra empeñada en contribuir con la educación ambiental, sensibilización y concienciación de los estudiantes y público en general. En pocas horas de visita al Museo podrán tener una visión más exacta de la naturaleza ecuatoriana, la biodiversidad, los ecosistemas, la problemática ambiental, como base para la conservación y uso sustentable de los recursos naturales.
Los distintos niveles de los planteles educativos de la provincia de Pichincha y del país, pueden complementar y reforzar los contenidos de sus clases de Ciencias Naturales, Biología, Ecología, Sistemática, Historia Natural, Educación Ambiental, asistiendo a las charlas que brindan los guías y el grupo de especialistas del Instituto de Ciencias Biológicas.